# Monomorium rubriceps
Monomorium rubriceps är en myrart som beskrevs av Mayr 1876. Monomorium rubriceps ingår i släktet Monomorium och familjen myror.

## Underarter
Arten delas in i följande underarter:
- M. r. cinctum
- M. r. extreminigrum
- M. r. rubriceps
- M. r. rubrum